# Zöldes tejelőgomba
A zöldes tejelőgomba (Lactarius blennius) a galambgombafélék családjába tartozó, Európában honos, lombos erdőkben (főleg bükkösökben) élő, nem ehető gombafaj. 

## Megjelenése
A zöldes tejelőgomba kalapja 4-8 (11) cm széles, alakja eleinte domború, majd széles domborúan kiterül, a közepe többnyire bemélyedő. Széle sima, aláhajló, idősen szabálytalanul hullámos lehet. Felszíne nedvesen síkos. Színe szürkészöldes, szürkésbarnás, olívszürke vagy világos olív, sokszor koncentrikusan elhelyezkedő sötétebb pontokkal-foltokkal a kalap széle felé.
Húsa merev, fehéres. Sérülésre bőséges fehér tejnedvet ereszt, mely idővel zöldesszürkére színeződik. Szaga nem jellegzetes, íze eleinte keserű, majd égetően csípős.
Sűrű lemezei tönkhöz nőttek vagy kissé lefutók. Színük fiatalon fehér, később krémszínűek lesznek. Sérülésre halvány barnásszürkésre színeződnek.
Tönkje 3-6 cm magas és 0,9-2 cm vastag. Kissé lefelé vékonyodik. Felszíne sima. Színe halvány szürkészöld vagy szürkésbarna, majdnem fehéres; csúcsa és töve világosabb.
Spórapora krémszínű. Spórája széles ellipszoid, szemölcsökkel és gerincekkel díszített, mérete 6,5-8 x 5,5-7 µm. 

### Hasonló fajok
A szürkülő tejelőgomba, a barnáslila tejelőgomba, a gyöngyös tejelőgomba, az északi tejelőgomba hasonlít hozzá. 

## Elterjedése és termőhelye
Európában honos. 
Lomberdőkben él, leggyakrabban bükk alatt. Kora nyártól késő őszig terem. 

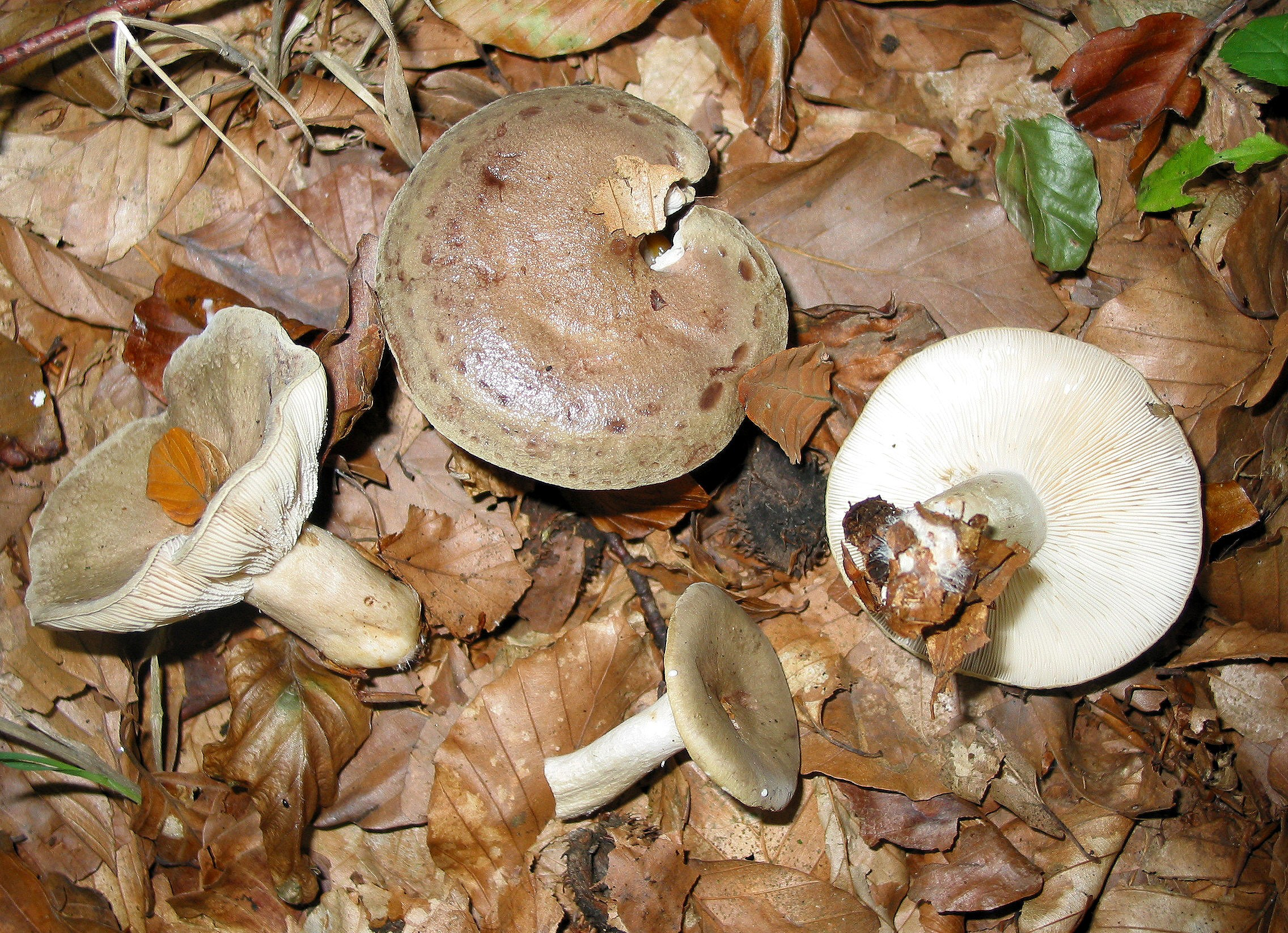
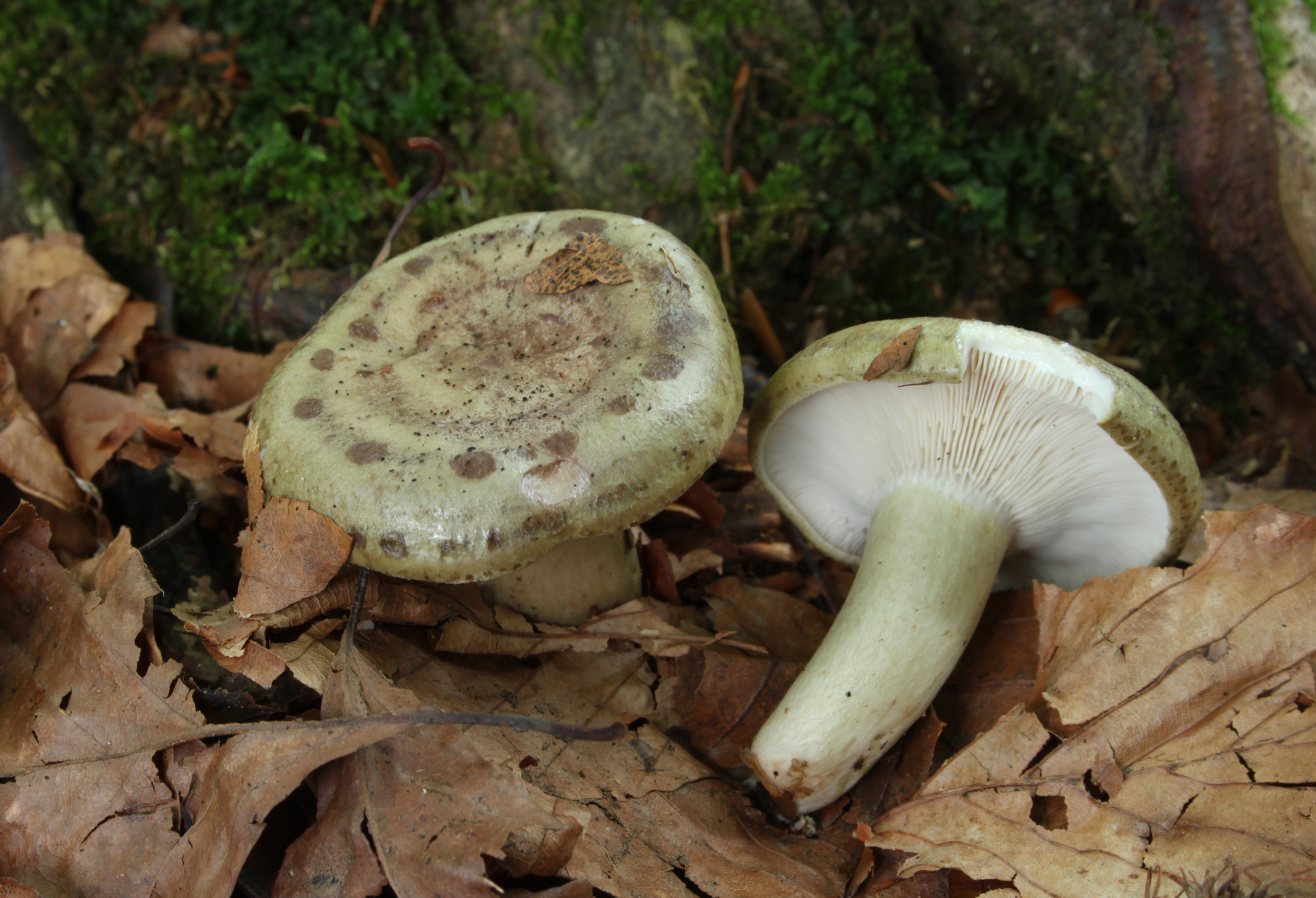
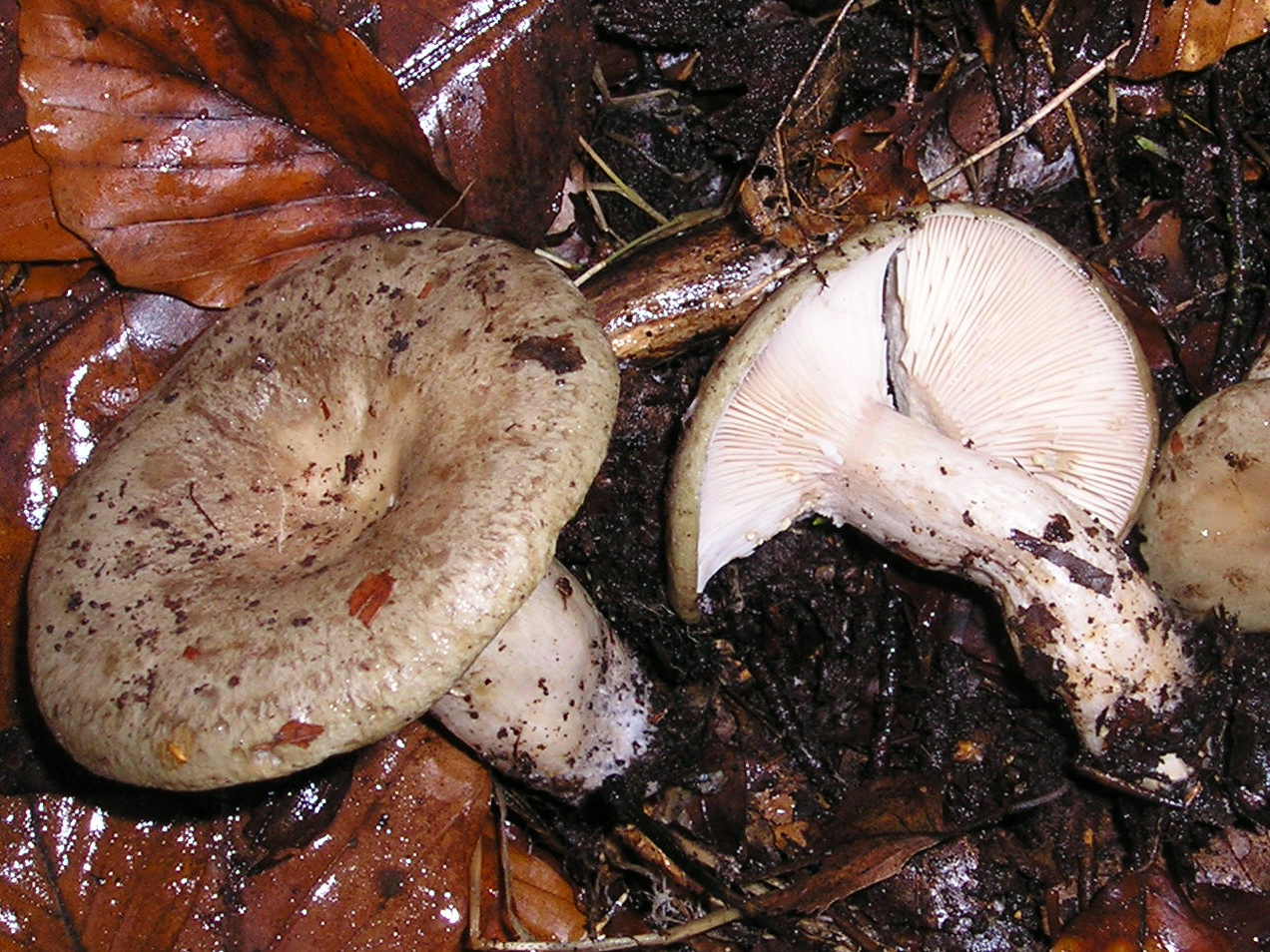
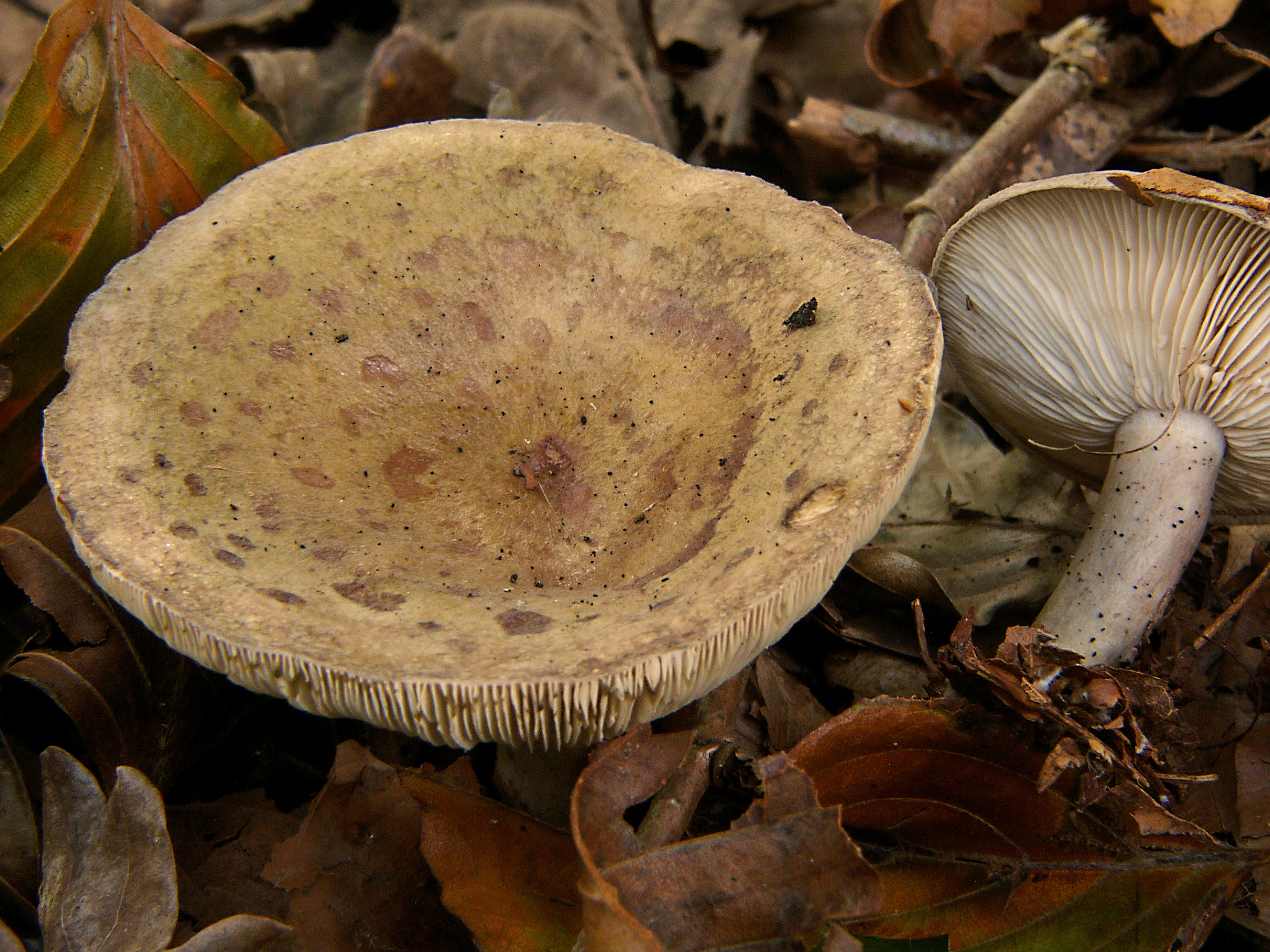
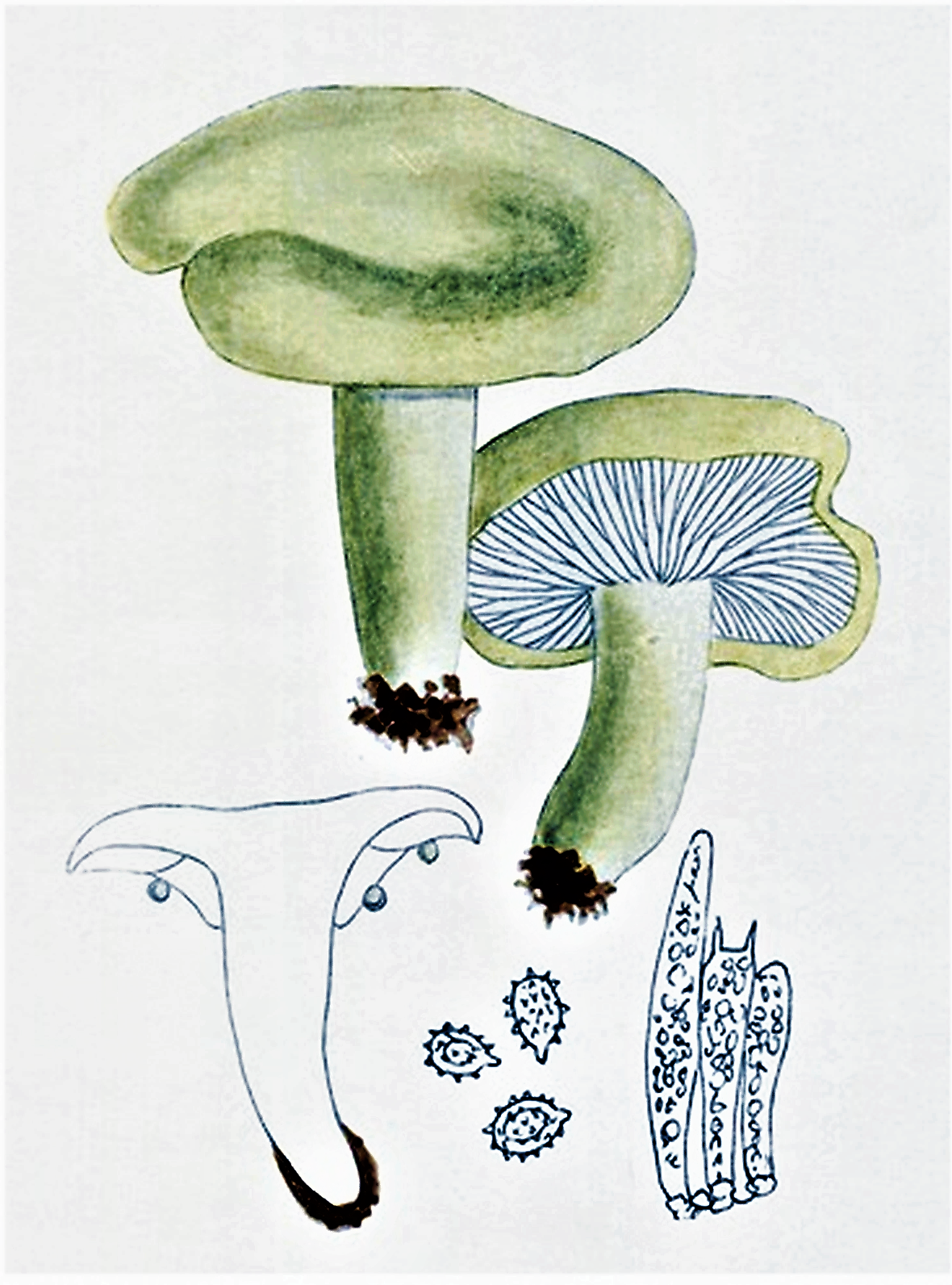

Nem ehető.